# Caps Club
Caps Club is een Nederlandse jeugdserie die sinds 2013 in Nederland wordt uitgezonden door AVROTROS en in Vlaanderen op Ketnet.

## Geschiedenis
Caps Club werd ontwikkeld naar een idee van Lucille Werner, die wilde laten zien dat iedereen in staat is om alleen of samen met anderen iets te bereiken in het leven. In de serie spelen ook gehandicapte acteurs mee. De serie is een initiatief van de Lucille Werner Foundation en wordt mede gefinancierd door de Nederlandse Stichting voor het Gehandicapte Kind.

## Verhaal
De serie gaat over een jongen bijgenaamd Cappie. Hij is visueel gehandicapt, waardoor zijn overige zintuigen beter zijn ontwikkeld. Met zijn vrienden Sam, Ruben en Charlotte richt hij de Caps Club op, met als clubhuis een oude boomhut. Een andere vriend, Siggy, die in een rolstoel zit, is uitvinder. Hij past de boomhut zo aan, dat deze toegankelijk wordt voor hem en Cappie. Met de vriendenclub Caps Club beleven ze niet alleen spannende avonturen, maar ze moeten ook mysteries en raadsels oplossen.

## Rolverdeling

### Hoofdpersonages
| Personage              | Acteur/Actrice   | Seizoen | Afleveringen | Periode   |
| ---------------------- | ---------------- | ------- | ------------ | --------- |
| Tom van Hulle (Cappie) | Daan de Groot    | 1-3     | 1-16/1-8     | 2013-2016 |
| Simone (Sam) de Graaff | Eefje Paddenburg | 1-3     | 1-16/1-8     | 2013-2016 |
| Siggy Winter           | Jermain de Deugd | 1       | 1-8          | 2013      |
| Ruben Heesters         | Timo Verbeek     | 1-3     | 1-16/1-8     | 2013-2016 |
| Charlotte Heesters     | Leonie Elbert    | 1-3     | 1-16/1-8     | 2013-2016 |
| Roxanne                | Guusje Stratman  | 3       | 1-8          | 2016      |
| Lucienne Zumpolle      | Roos van de Wiel | 3       | 1-8          | 2016      |

### Nevenpersonages
| Personage        | Acteur/Actrice   | Seizoen | Afleveringen | Periode   |
| ---------------- | ---------------- | ------- | ------------ | --------- |
| Sjoerd van Hulle | Vincent Moes     | 1-3     | 1-16/1-8     | 2013-2016 |
| Emma van Hulle   | Leontine Ruiters | 1-3     | 1-16/1-8     | 2013-2016 |
| Meester Frank    | Hans Thissen     | 1-3     | 1-16/7       | 2013-2016 |
| Leo              | Bas Keijzer      | 1-3     | 1-16/1-8     | 2013-2016 |
| Tygo             | Oren Schrijver   | 1       | 1-8          | 2013      |
| Brian Zumpolle   | Romijn Conen     | 3       | 1-8          | 2016      |
| Meester Fu       | Kok-Hwa Lie      | 3       | 1-8          | 2016      |

### Bijrollen
| Personage                          | Acteur/Actrice             | Seizoen | Afleveringen        | Periode   |
| ---------------------------------- | -------------------------- | ------- | ------------------- | --------- |
| Laurens & Lucius Stalawsky         | Raymond Thiry              | 1       | 1-8                 | 2013      |
| Sandor de Roo                      | Hugo Haenen                | 1       | 2-7                 | 2013      |
| Wilfried Winter                    | Mike Libanon               | 1       | 1-7                 | 2013      |
| Winnie Winter                      | Leona Philippo             | 1       | 1-7                 | 2013      |
| John Heesters                      | Wil van der Meer           | 1       | 1-7                 | 2013      |
| Jannie Heesters                    | Saskia Rinsma              | 1       | 1-7                 | 2013      |
| Bjorn                              | Cas van Leeuwen            | 1       | 1-7                 | 2013      |
| Swen                               | Daan Baggen                | 1-2     | 1-7, 10, 11, 15, 16 | 2013      |
| Jonathan de Wulf                   | Sven de Wijn               | 1       | 6-8                 | 2013      |
| Olga                               | Truus te Selle             | 1       | 5, 7, 8             | 2013      |
| Jonge Lucius Stalawsky             | Thomas Bressers            | 1       | 8                   | 2013      |
| Jonge Laurens Stalawsky            | Lukas Bressers             | 1       | 8                   | 2013      |
| Vader van Lucius & Laurens         | Ron de Groen               | 1       | 8                   | 2013      |
| Koerier te paard                   | Quirijn Kalkman            | 2       | 9                   | 2014      |
| Koning Willem II                   | Bart Klever                | 2       | 9                   | 2014      |
| Stadhouder Eduard Schimmelpenninck | Marcel Faber               | 2       | 9                   | 2014      |
| Generaal van Trimsberg             | Aernout Pleket             | 2       | 9                   | 2014      |
| Bisschop Wijckerslooth             | Emile Jansen               | 2       | 9                   | 2014      |
| Rechter van Munster                | Gertjan Pasveer            | 2       | 9                   | 2014      |
| Majoor Hoefnagel                   | Jeffrey Maas               | 2       | 9                   | 2014      |
| Griffer Vuurenbosch                | Mick Hagen                 | 2       | 9                   | 2014      |
| Godevaert                          | Rutger Le Poole            | 2       | 9-16                | 2014      |
| Burgemeester van Hughevliet        | Henk Westbroek             | 2       | 9-16                | 2014      |
| Minister Gijsbert                  | Bart de Vries              | 2       | 9-16                | 2014      |
| Frans Ravel                        | Joris Beulink              | 2       | 9, 10, 14, 15       | 2014      |
| Jeanne, de oma van Sam de Graaff   | Vera Mann                  | 2-3     | 9-16/6, 8           | 2014/2016 |
| Museumdirectrice                   | Pauline Greidanus          | 2       | 9-16                | 2014      |
| Sterre                             | Nomie Gerritsen            | 2       | 9-16                | 2014      |
| Birgit                             | Victoria Koblenko          | 2       | 9-16                | 2014      |
| Robert Porter                      | Mattijn Hartemink          | 2       | 9-16                | 2014      |
| Saskia van Doorn                   | Esmée van Kampen           | 3       | 1-8                 | 2016      |
| Nanny Fran                         | Lilja Björk Hermannsdóttir | 3       | 2, 3, 4, 6, 7, 8    | 2016      |
| Con Groeneweg                      | Harry Piekema              | 3       | 1-8                 | 2016      |
| Zhongguo Gongzhu                   | Jasmijn van der Werf       | 3       | 1-8                 | 2016      |
| Notaris Berkenbosch                | Ben Abelsma                | 3       | 7, 8                | 2016      |
| Secretaresse Notaris               | Conny Wilhelmus            | 3       | 1                   | 2016      |
| Secretaresse                       | Clementine Noordzij        | 3       | 3-8                 | 2016      |
| Mevrouw v/d Kamp                   | Suzanne Spliethoff         | 3       | 1                   | 2016      |
| Magali Zanderij / Wu Zetian        | Birgit Schuurman           | 3       | 6-8                 | 2016      |
| Brackxe                            | Art Rooijakkers            | 3       | 6-8                 | 2016      |
| Handlanger                         | Poal Cairo                 | 3       | 6-8                 | 2016      |
| Agent                              | Allard Geerlings           | 3       | 7                   | 2016      |
| Agent                              | Vincent van Genderen       | 3       | 7                   | 2016      |
| Agent                              | René Riva                  | 3       | 7                   | 2016      |
| Agent                              | Mounir Aboulasri           | 3       | 7                   | 2016      |
| Agent                              | Marco Dam                  | 3       | 8                   | 2016      |
| Thea Veteman                       | Peggy Vrijens              | 3       | 1-                  | 2016      |
| Vriendin van Lucienne              | Phaedra Starmans           | 3       | 3                   | 2016      |

### Gastrollen
| Personage      | Acteur/Actrice  | Seizoen | Afleveringen | Periode |
| -------------- | --------------- | ------- | ------------ | ------- |
| Lucille Werner | Lucille Werner  | 1       | 6            | 2013    |
| Hans Klok      | Hans Klok       | 1       | 6            | 2013    |
| Daan           | Frans Bauer Jr. | 2       | 2-4, 7, 8    | 2014    |

## Seizoenen
| Seizoen | Afleveringen | Uitzendingen                       |
| ------- | ------------ | ---------------------------------- |
| 1       | 8            | 1 september 2013 - 20 oktober 2013 |
| 2       | 8            | 9 november 2014 - 28 december 2014 |
| 3       | 8            | 21 februari 2016 - 10 april 2016   |

## Afleveringen

### Seizoen 1 ("Het mysterie van de schoppen heer")
| Aflevering | Titel           | Uitzenddatum      |
| ---------- | --------------- | ----------------- |
| 1          | De boomhut      | 1 september 2013  |
| 2          | De kunstroof    | 8 september 2013  |
| 3          | De film         | 15 september 2013 |
| 4          | Het graf        | 22 september 2013 |
| 5          | Het plan        | 29 september 2013 |
| 6          | De Bug          | 6 oktober 2013    |
| 7          | De ontvoering   | 13 oktober 2013   |
| 8          | De Schoppenheer | 20 oktober 2013   |

### Seizoen 2  ("De val van de Koning")
| Aflevering | Titel            | Uitzenddatum     |
| ---------- | ---------------- | ---------------- |
| 1          | De Legende       | 9 november 2014  |
| 2          | Het schilderij   | 16 november 2014 |
| 3          | De roof          | 23 november 2014 |
| 4          | De ontvoering    | 30 november 2014 |
| 5          | Het gif          | 7 december 2014  |
| 6          | De geheime poort | 14 december 2014 |
| 7          | De koning        | 21 december 2014 |
| 8          | De witte dame    | 28 december 2014 |

### Seizoen 3 ("Het mysterie van de Chinese Prinses")
| Aflevering | Titel | Uitzenddatum     |
| ---------- | ----- | ---------------- |
| 1          |       | 21 februari 2016 |
| 2          |       | 28 februari 2016 |
| 3          |       | 6 maart 2016     |
| 4          |       | 13 maart 2016    |
| 5          |       | 20 maart 2016    |
| 6          |       | 27 maart 2016    |
| 7          |       | 3 april 2016     |
| 8          |       | 10 april 2016    |